# Moonlight on the Prairie
Pour plus de détails, voir Fiche technique et Distribution.
Moonlight on the Prairie est un film américain réalisé par D. Ross Lederman, sorti en 1935.

## Synopsis
Ace retourne dans la ville où il est soupçonné de meurtre. Il s'est rapidement impliqué dans le plan visant à empêcher Barbara Roberts d'atteindre son ranch. Pour hériter du ranch, elle doit l'atteindre avant minuit. Ace accepte de l'y amener en sachant qu'elle est la veuve de l'homme qu'il aurait tué.

## Fiche technique
- Titre : Moonlight on the Prairie
- Réalisation : D. Ross Lederman
- Scénario : William Jacobs
- Photographie : Fred Jackman Jr.
- Société de production : Warner Bros.
- Pays d'origine : États-Unis
- Format : Noir et blanc - 1,37:1 - Mono
- Genre : musical, western
- Durée : 63 minutes
- Date de sortie : 1935

## Distribution
- Dick Foran : Ace Andrews
- Sheila Bromley : Barbara Roberts
- George E. Stone : Small Change
- Joe Sawyer : Luke Thomas
- Joe King : shérif
- Robert Barrat : Buck Cantrell
- Dickie Jones : Dickie Roberts
- Wild Bill Elliott : Jeff Holt
- Raymond Brown : agent d'étape
- Richard Carle : Colonel Gowdy (scènes supprimées)

Acteurs non crédités :
- Glen Cavender : Cowboy au saloon
- Earle Hodgins : Doc Cody
- Bud Osborne : Red
- Paul Panzer : villageois avec Pop
- Glenn Strange : Stew-Bum
- Jim Thorpe : acolyte
- Tom Wilson : cowboy au rodéo